# Битва при Райнфельдене
Битва при Райнфельдене (нем. Schlacht bei Rheinfelden) — сражение Тридцатилетней войны, состоящее из двух битв, длившихся в промежутке с 28 февраля по 3 марта 1638 года, в котором войска во главе с Бернхардом Саксен-Веймарским встретились с имперской армией, состоящей из баварцев и итальянских наёмников во главе с Иоганном фон Вертом. В ходе первой битвы имперцам удалось одержать победу, однако во время второй битвы они были разбиты, а Иоганн фон Верт был взят в плен.

## Военная ситуация
После поражения под Нёрдлингеном Бернхард поступает на службу к Франции. Будучи отброшенными за Рейн, армия Бернхарда закрепилась в Эльзасе, им удается отбить вторжение имперских войск во Францию во главе с кардинал-инфантом Фердинандом Австрийским в 1635 году, и генералом Матиасом Галласом в 1636 году.
В начале февраля 1638 года подталкиваемый правительством Франции Бернхард выступает со своей армией к Рейну, в поисках переправы Бернхард подходит к городу Райнфельдену в котором имелась переправа, Бернхард осадил город с южной стороны и при помощи парома переправил часть войск через реку, чтобы осадить город с северной стороны. Общий штурм был запланирован 1 марта.
В целях предотвратить взятие города имперские войска во главе с Иоганном фон Вертом при поддержке итальянских наёмников графа Федерико Савелли перешли через Шварцвальд и атаковали армию Бернхарда.

## Первая битва
Авангард Имперской армии, продвигавшийся по южному берегу реки, был отброшен назад Бернхардом. Это дало ему время на развертывание основных войск и артиллерии на северном берегу реки. Однако к тому времени на поле боя появился Савелли с главными силами имперцев, которым противостояла лишь половина армии Бернхарда, находящаяся на северном берегу.
Бернхард собрал свои войска, чтобы не позволить Савелли деблокировать город. Савелли развернул имперскую армию напротив Бернхарда, но из-за пересеченной местности войска не могли сохранять строй. Савелли обратил в бегство правый фланг Бернхарда, в то время как левый фланг Бернхарда разгромил имперский правый фланг. Таким образом фронт перевернулся, противники поменялись местами, Савелли получил возможность захватить паром и отрезать Бернхарда от своих войск на южном берегу реки. Несколько дней армии стояли лицом к лицу. Имперцы сумели выполнить задачу деблокировав город и сорвав переправу армии противника.

## Вторая битва
Хоть имперцы и выполнили свою задачу, потери Бернхарда не были серьёзными, и он решил объединить обе части своей армии. Избегая встреч с имперскими отрядами, Бернхард пошёл на восток вдоль Рейна до деревни Лауфенбург. Там, переправившись через Рейн, он объединил свою армию и решил вернуться в Райнфельден.
Полагая, что армия Бернхарда разбита и рассеяна, имперская армия не приняла меры предосторожности. Около 7 утра аванпосты Савелли были удивлены, обнаружив приближающуюся армию Бернхарда. Узнав о приближении Бернхарда, Савелли и Верт в спешке собирали свою армию. Бернхард дал три артиллерийских залпа, после чего его войска перешли в атаку и разбили деморализованные войска имперцев. Войска, вышедшие из Райнфельдена, увидев, что главные силы разбиты, вынуждены были сдаться. Верт и Савелли были взяты в плен.

## Последствия
Победа Бернхарда позволила ему пойти на север вдоль Рейна и начать осаду Брайзаха.